# Messerschmitt Me 323 Gigant
 (mars 2024).
Pour les articles homonymes, voir Messerschmitt.
Dimensions
Le Me 323 est un avion de transport militaire allemand produit par le constructeur Messerschmitt pendant la Seconde Guerre mondiale.

## Développement du programmeGigant

### Planeur lourd: Me 321
En 1940, la Luftwaffe lance un programme de développement de planeurs lourds en vue de l'opération Seelöwe (en français : « lion de mer », nom de code allemand pour l'invasion de l'Angleterre). 
Pour des décollages à pleine charge (un char léger ou cent soldats équipés) des fusées d'appoint au décollage dites RATO (Rocket-Assisted Take Off) sont ajoutées, mais elles n'ont qu'une courte période de fonctionnement, et le remorquage par avions s'avère problématique. 

### Motorisation: Me 323
Au début de l'année 1941 émerge l'idée de motoriser le planeur Me 321. On envisage désormais d'utiliser ce type d'avion de transport non plus uniquement pour l'assaut (réservé aux planeurs) mais également pour le transport tactique et transport de matériels sur les fronts de l'est ou d'Afrique du Nord (assistance à l'Afrika Korps). Pour ce dernier usage, une version motorisée serait bien plus commode.
Après une série d'essais sur un Me 321 équipé de quatre moteurs (prototype Me 323 V1), on décide d'équiper le nouvel avion de six moteurs Gnome et Rhône GR 14N 48/49 de 1 141 ch (prototype Me 323 V2). Quelques autres modifications du planeur étaient nécessaires : renforcement de la structure des ailes, installation d'un espace entre le fuselage et le moteur intérieur pour les ingénieurs de vol chargés de veiller au bon fonctionnement des GR14N. Enfin, un système de train d'atterrissage dernier cri, très performant sur piste sommaire, fut installé. Le prix de ces aménagements était une capacité d'emport de 10 à 12 tonnes, inférieure au planeur Me 321. Le nouvel avion comptait sept membres d'équipage. 
Quelques Me 321 furent donc transformés en Me 323, mais la plupart de ces derniers furent fabriqués en tant que tels.

## Carrière opérationnelle

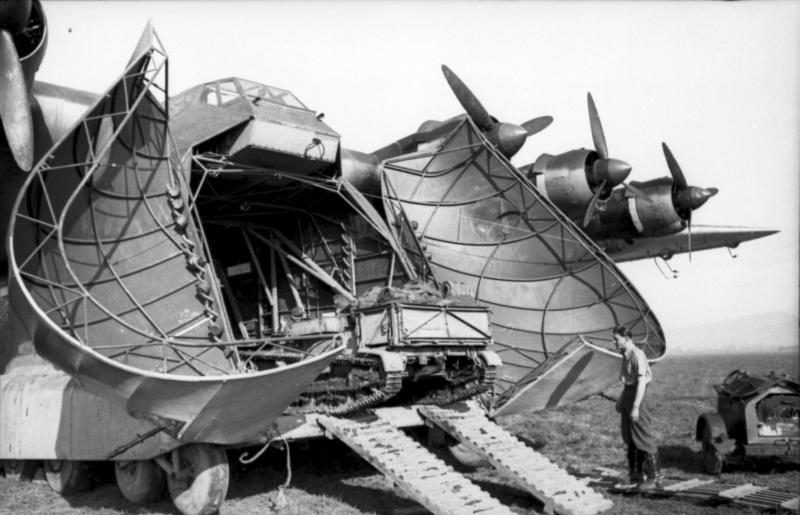
Me 323 Gigant, Tunisie, janvier 1943.

Capable d'emporter 100 hommes avec leur équipement, ou dix-huit tonnes de fret, ou de transporter un char Panzer IV, le Me 323 a été particulièrement employé sur le théâtre méditerranéen. Il faisait la liaison entre l'Italie, ou la Sicile, et l'Afrique du Nord. Mais, après avoir percé le codage des communications allemandes (Ultra), les Alliés purent connaître à l'avance les dates de convoyage de Gigant, de sorte que de nombreux convois ont été perdus, pris en embuscade par des chasseurs anglais et américains.
En avril 1943, un vol de vingt-sept Me 323 a été pris en embuscade près de la Sicile par des Spitfire et des P-40 ; seize Me 323 furent abattus malgré leur escorte. Le 22 avril 1943 par exemple, vingt et un Me 323 chargés d'essence ont été pris en embuscade à proximité du cap Bon (Tunisie). Tous furent abattus. Cela représente la perte de 120 membres d'équipage et 700 barils d'essence. Le même jour, un vol de quatorze transports Me 323 escortés par sept chasseurs Messerschmitt Bf 109F fut intercepté par un vol de chasseurs P-40 Warhawk. Même avec l'escorte, les transports étaient si vulnérables que les tirs de chasseurs attaquants ont suffi pour les abattre tous. Dans les dernières semaines de l'Afrika Korps, quarante-trois Me 323 furent perdus lors de missions sur la Tunisie.
Deux-cent-treize Me 323 ont été construits avant que ne cesse la production en avril 1944. Différentes versions furent produites. Elles diffèrent par l'armement défensif, des modifications de la structure, la capacité des réservoirs de carburant ou le volume de fret maximum. Une version d'escorte, le Me 323 E-2/WT, était équipée de onze canons MG 151 de 20 mm et de quatre mitrailleuses MG 131 de 13 mm.
Le principal défaut de l'avion était sa sous-motorisation. Un projet de remplacement des Gnome et Rhône par le BMW 801 fut proposé mais n'aboutit pas. Ce moteur, qui équipe notamment le Fw 190, développe de 1 400 à 2 400 ch selon les versions. Le Me 323 avait également un rayon d'action limité de 1 000 à 1 200 km en charge (contre 2 500 km pour le bombardier Junkers Ju 88 par exemple). Néanmoins, il rendit de très grands services à la Luftwaffe, qui l'utilisa intensément.

## Exemplaires existants
Depuis 2012, on connaît l'existence d'un exemplaire posé au fond de la mer Tyrrhénienne, à une profondeur de 64 mètres au large de l'île de Caprera[réf. souhaitée].
En mars 2024 un exemplaire est découvert au large de Bastia en Corse, à une profondeur supérieure à 500 mètres.

### Développement lié
- Messerschmitt Me 321

### Aéronefs comparables
- Junkers Ju 322